# Nikolay Burobin
Nikolay Aleksandrovich Burobin (em russo:  Николай Александрович Буробин; Pushkino, 25 de maio de 1937) é um ex-jogador de voleibol da Rússia que competiu pela União Soviética nos Jogos Olímpicos de 1964.
Em 1964 ele fez parte da equipe soviética que ganhou a medalha de ouro no torneio olímpico, jogando oito partidas.